# Chrysotypus enigmaticus
Chrysotypus enigmaticus är en fjärilsart som beskrevs av Paul E. Whalley 1977. Chrysotypus enigmaticus ingår i släktet Chrysotypus och familjen Thyrididae. Inga underarter finns listade i Catalogue of Life.